# San Vincenzo La Costa
San Vincenzo La Costa er en by i Calabrien, Italien med 1.984 (2023) indbyggere.